# (14556) 1997 VN1
1997 في أن 1 (ويعرف أيضًا باسم (14556) 1997 في أن 1 وفق تسمية الكوكب الصغير) (بالإنجليزية: 1997 VN1)‏ هو كويكب ضمن حزام الكويكبات؛ وترتيبه 14556 من حيث الاكتشاف.
اكتُشف هذا الجُرم الفلكي بواسطة هيروشي كانيدا في 1 نوفمبر 1997.

## وصلات خارجية
- (14556) 1997 VN1 في قاعدة بيانات مختبر الدفع النفاث لأجرام النظام الشمسي الصغيرة

- الاكتشاف · مخطط المدار ·  العناصر المدارية · المعلمات المادية

- (14556) 1997 VN1 على موقع ويكي سكاي: DSS2, SDSS, GALEX, IRAS, Hydrogen α, X-Ray, Astrophoto, Sky Map, Articles and images